# Tapadero

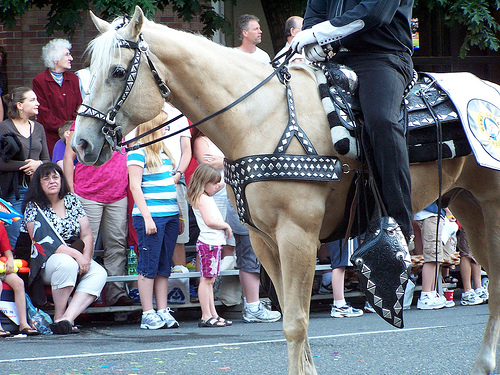
Paradesattel mit Tapaderos an den Steigbügeln

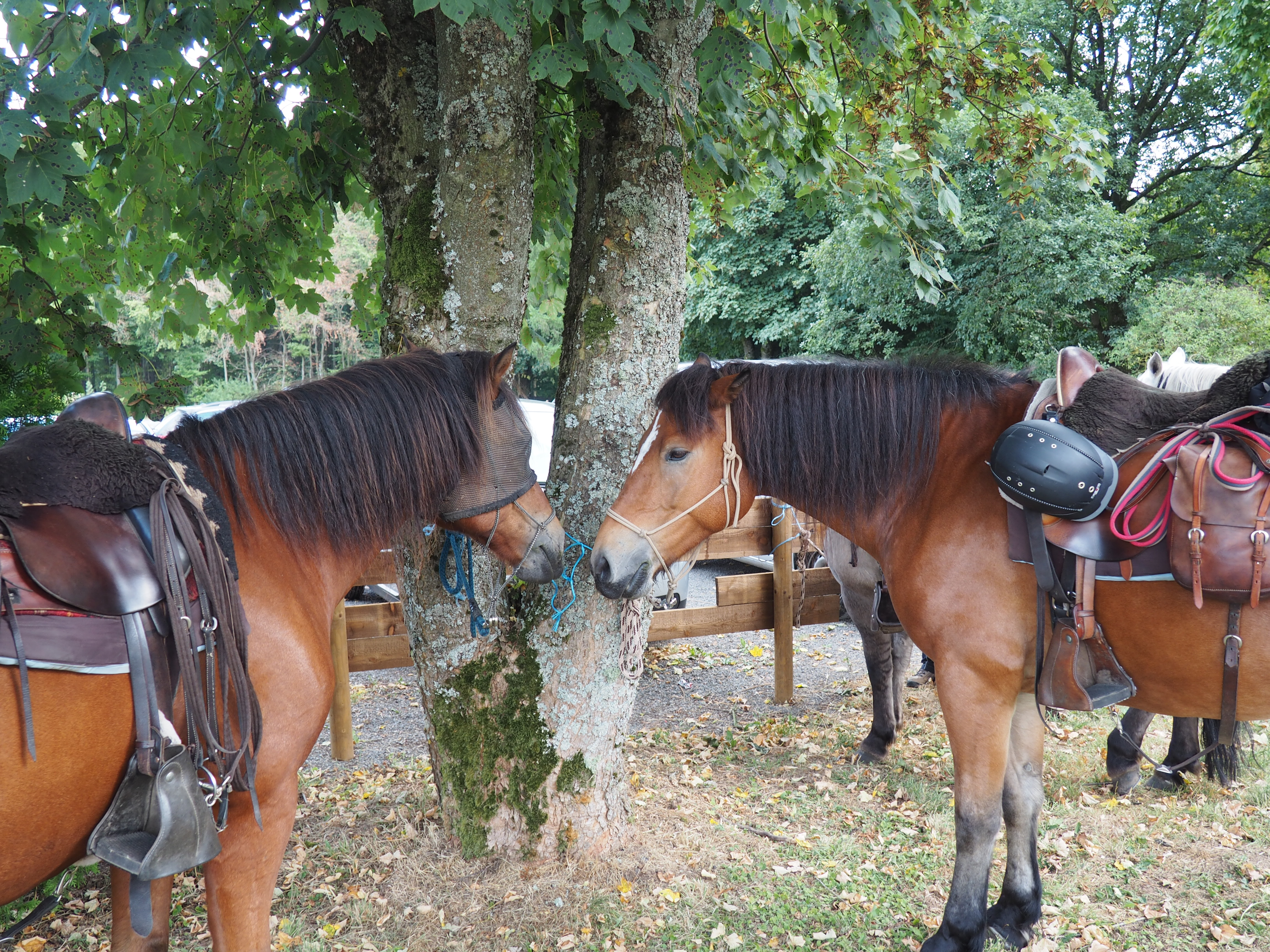
Tapaderos an einer Gruppe Wanderreitpferde

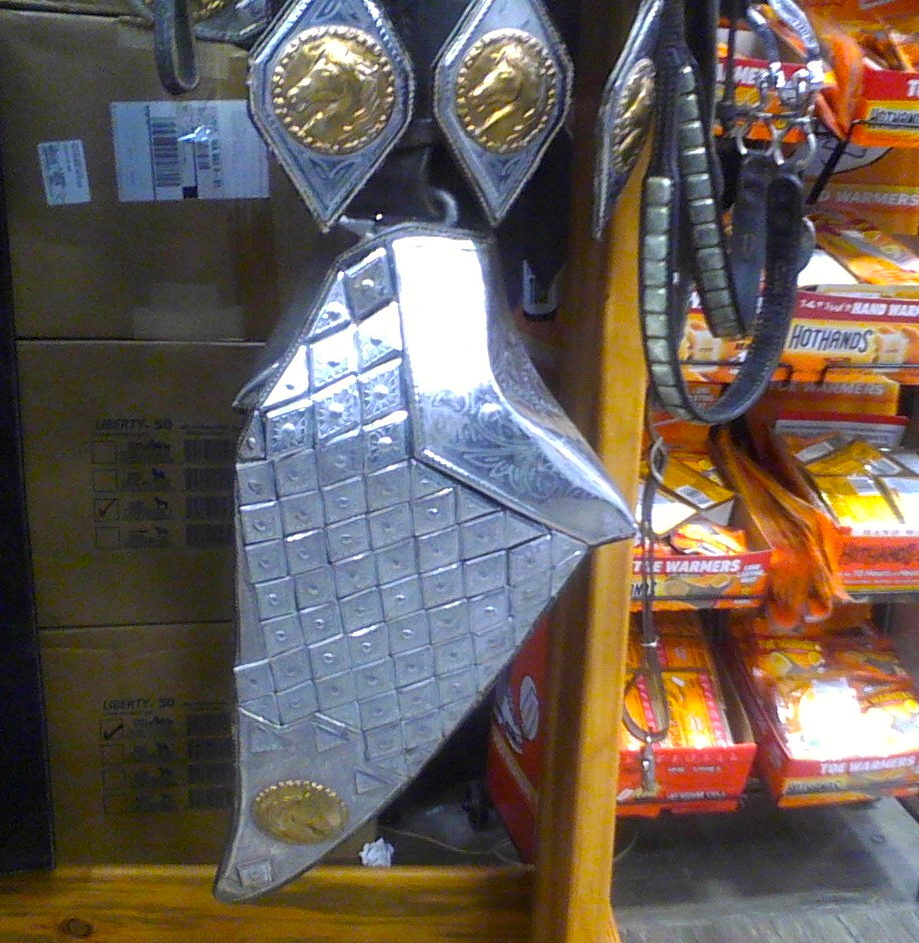
Tapaderos

Ein Tapadero ist eine (Leder-) Haube auf der Vorderseite eines Steigbügels, der beim Western- und Wanderreiten verwendet wird. Ein Tapadero verhindert, dass der Fuß des Reiters durch die Steigbügel rutscht. Gleichzeitig schützt es den Reiter vor Pflanzen, Nässe, Wind und Kälte. In der Arbeitsreiterei, z. B. der Rinderarbeit, schützt ein Tapadero den Fuß des Reiters besser vor Verletzungen, als dies nur mit Reitschuhen oder -stiefeln der Fall wäre.